# Ethel Waters
Ethel Waters (31 tháng 10 năm 1896 – 1 tháng 9 năm 1977) là một diễn viên và ca sĩ blues, jazz và gospel. Bà thường biểu diễn nhạc jazz, big band, và nhạc pop, trên sân khấu và các cuộc hòa nhạc Broadway, dù bà bắt đầu sự nghiệp của mình bằng hát nhạc blues thập niên 1920.
Các ghi âm nổi tiếng nhất của bà gồm "Dinah," "Stormy Weather," "Taking a Chance on Love," "Heat Wave," "Supper Time," "Am I Blue?" và "Cabin in the Sky," cũng như phiên bản spiritual của bà "Chim sẻ mắt Chúa vẫn chú vào." Waters là người Mỹ gốc Phi thứ nhì, sau Hattie McDaniel, được đề cử giải Academy Award. Bà cũng là người phụ nữ Mỹ gốc Phi đầu tiên được đề cử giải Emmy Award, năm 1962.

## Thời trẻ
Ethel Waters được sinh ra trong Chester, Pennsylvania, vào ngày 31 tháng 10 năm 1896, là kết quả của việc mẹ của bà bị hiếp lúc còn tuổi vị thành niên, Louise Anderson (được tin là đã được 13 tuổi vào thời điểm đó, mặc dù một số nguồn tin cho biết bà có thể đã già hơn một chút), người hiếp bà là John Waters, một nghệ sĩ dương cầm và người quen của gia đình có xuất thân tầng lớp trung lưu có chủng tộc hỗn hợp. Ông không có vai trò trong việc nuôi nấng Ethel. Ethel Waters đã được nuôi nấng trong nghèo khó và không bao giờ sống trong cùng một nơi trong hơn 15 tháng. Cô nói về thời thơ ấu khó khăn của mình, "Tôi không bao giờ là một đứa trẻ. Tôi không bao giờ được ôm ấp, hoặc yêu thương, hoặc được gia đình mình thấu hiểu."